# Wereldkampioenschappen beachvolleybal 2009 (mannen)
Het mannentoernooi tijdens de wereldkampioenschappen beachvolleybal 2009 werd van 26 juni tot en met 5 juli 2009 gehouden in Stavanger. Het Duitse duo Julius Brink en Jonas Reckermann won het goud door in de finale het Braziliaanse duo Harley Marques en Alison Cerutti te verslaan. Het brons ging naar het Amerikaanse koppel Todd Rogers en Phil Dalhausser.

## Groepsfase
|  | Direct naar laatste 32                      |
|  | Als acht beste nummers drie naar laatste 32 |

### Groep A
| # | Ploeg              | Punten | Wedstrijden | Wedstrijden | Wedstrijden | Spelpunten | Spelpunten | Spelpunten | Sets | Sets | Sets  |
| # | Ploeg              | Punten | G           | W           | V           | W          | V          | Ratio      | W    | V    | Ratio |
| - | ------------------ | ------ | ----------- | ----------- | ----------- | ---------- | ---------- | ---------- | ---- | ---- | ----- |
| 1 | Harley / Alison    | 6      | 3           | 3           | 0           | 126        | 70         | 1,800      | 6    | 0    | MAX   |
| 2 | Gosch / Horst      | 5      | 3           | 2           | 1           | 109        | 104        | 1,048      | 4    | 2    | 2,000 |
| 3 | Erdmann / Matysik  | 4      | 3           | 1           | 2           | 105        | 137        | 0,766      | 2    | 5    | 0,400 |
| 4 | Hordvik / Gøranson | 3      | 3           | 0           | 3           | 110        | 139        | 0,791      | 1    | 6    | 0,167 |

| Datum   |                   | Score |                    | Set 1   | Set 2   | Set 3   |
| ------- | ----------------- | ----- | ------------------ | ------- | ------- | ------- |
| 26 juni | Harley / Alison   | 2 – 0 | Hordvik / Gøranson | 21 – 12 | 21 – 11 |         |
| 26 juni | Gosch / Horst     | 2 – 0 | Erdmann / Matysik  | 21 – 9  | 21 – 19 |         |
| 28 juni | Harley / Alison   | 2 – 0 | Erdmann / Matysik  | 21 – 6  | 21 – 18 |         |
| 28 juni | Gosch / Horst     | 2 – 0 | Hordvik / Gøranson | 23 – 21 | 21 – 13 |         |
| 30 juni | Harley / Alison   | 2 – 0 | Gosch / Horst      | 21 – 11 | 21 – 12 |         |
| 30 juni | Erdmann / Matysik | 2 – 1 | Hordvik / Gøranson | 17 – 21 | 21 – 19 | 15 – 13 |

### Groep B
| # | Ploeg               | Punten | Wedstrijden | Wedstrijden | Wedstrijden | Spelpunten | Spelpunten | Spelpunten | Sets | Sets | Sets  |
| # | Ploeg               | Punten | G           | W           | V           | W          | V          | Ratio      | W    | V    | Ratio |
| - | ------------------- | ------ | ----------- | ----------- | ----------- | ---------- | ---------- | ---------- | ---- | ---- | ----- |
| 1 | Rogers / Dalhausser | 5      | 3           | 2           | 1           | 94         | 62         | 1,516      | 4    | 3    | 1,333 |
| 2 | Gibb / Rosenthal    | 5      | 3           | 2           | 1           | 140        | 125        | 1,120      | 5    | 3    | 1,667 |
| 3 | Lochhead / Pitman   | 5      | 3           | 2           | 1           | 93         | 83         | 1,120      | 5    | 2    | 2,500 |
| 4 | Morais / Silva      | 3      | 3           | 0           | 3           | 69         | 126        | 0,548      | 0    | 6    | 0,000 |

| Datum   |                     | Score |                   | Set 1              | Set 2              | Set 3              |
| ------- | ------------------- | ----- | ----------------- | ------------------ | ------------------ | ------------------ |
| 27 juni | Rogers / Dalhausser | 2 – 0 | Morais / Silva    | 21 – 8             | 21 – 11            |                    |
| 27 juni | Gibb / Rosenthal    | 2 – 1 | Lochhead / Pitman | 21 – 17            | 19 – 21            | 15 – 13            |
| 29 juni | Rogers / Dalhausser | 2 – 1 | Gibb / Rosenthal  | 21 – 14            | 16 – 21            | 15 – 8             |
| 29 juni | Lochhead / Pitman   | 2 – 0 | Morais / Silva    | 21 – 14            | 21 – 14            |                    |
| 1 juli  | Rogers / Dalhausser | –     | Lochhead / Pitman | opgave na blessure | opgave na blessure | opgave na blessure |
| 1 juli  | Gibb / Rosenthal    | 2 – 0 | Morais / Silva    | 21 – 12            | 21 – 10            |                    |

### Groep C
| # | Ploeg               | Punten | Wedstrijden | Wedstrijden | Wedstrijden | Spelpunten | Spelpunten | Spelpunten | Sets | Sets | Sets  |
| # | Ploeg               | Punten | G           | W           | V           | W          | V          | Ratio      | W    | V    | Ratio |
| - | ------------------- | ------ | ----------- | ----------- | ----------- | ---------- | ---------- | ---------- | ---- | ---- | ----- |
| 1 | Brink / Reckermann  | 6      | 3           | 3           | 0           | 84         | 46         | 1,826      | 6    | 0    | MAX   |
| 2 | Boersma / Paulides  | 4      | 3           | 1           | 2           | 140        | 125        | 1,273      | 2    | 4    | 0,500 |
| 3 | Baracetti / Salema  | 4      | 3           | 1           | 2           | 113        | 139        | 0,813      | 2    | 5    | 0,400 |
| 4 | Babytsj / Mychailov | 4      | 3           | 1           | 2           | 77         | 98         | 0,786      | 3    | 4    | 0,750 |

| Datum   |                    | Score |                     | Set 1              | Set 2              | Set 3              |
| ------- | ------------------ | ----- | ------------------- | ------------------ | ------------------ | ------------------ |
| 26 juni | Brink / Reckermann | 2 – 0 | Babytsj / Mychailov | 21 – 12            | 21 – 10            |                    |
| 26 juni | Baracetti / Salema | 0 – 2 | Boersma / Paulides  | 18 – 21            | 15 – 21            |                    |
| 28 juni | Brink / Reckermann | –     | Boersma / Paulides  | opgave na blessure | opgave na blessure | opgave na blessure |
| 28 juni | Baracetti / Salema | 2 – 1 | Babytsj / Mychailov | 17 – 21            | 21 – 18            | 18 – 16            |
| 30 juni | Brink / Reckermann | 2 – 0 | Baracetti / Salema  | 21 – 13            | 21 – 11            |                    |
| 30 juni | Boersma / Paulides | –     | Babytsj / Mychailov | opgave na blessure | opgave na blessure | opgave na blessure |

### Groep D
| # | Ploeg             | Punten | Wedstrijden | Wedstrijden | Wedstrijden | Spelpunten | Spelpunten | Spelpunten | Sets | Sets | Sets  |
| # | Ploeg             | Punten | G           | W           | V           | W          | V          | Ratio      | W    | V    | Ratio |
| - | ----------------- | ------ | ----------- | ----------- | ----------- | ---------- | ---------- | ---------- | ---- | ---- | ----- |
| 1 | Heyer / Heuscher  | 6      | 3           | 3           | 0           | 128        | 104        | 1,231      | 6    | 0    | MAX   |
| 2 | Lucena / Keenan   | 5      | 3           | 2           | 1           | 75         | 71         | 1,056      | 4    | 2    | 2,000 |
| 3 | Cunha / Pedro     | 4      | 3           | 1           | 2           | 77         | 71         | 1,085      | 2    | 4    | 0,500 |
| 4 | Maaseide / Horrem | 3      | 3           | 0           | 3           | 92         | 126        | 0,730      | 0    | 6    | 0,000 |

| Datum   |                  | Score |                   | Set 1              | Set 2              | Set 3              |
| ------- | ---------------- | ----- | ----------------- | ------------------ | ------------------ | ------------------ |
| 27 juni | Cunha / Pedro    | 2 – 0 | Maaseide / Horrem | 21 – 13            | 21 – 14            |                    |
| 27 juni | Lucena / Keenan  | 0 – 2 | Heyer / Heuscher  | 17 – 21            | 16 – 21            |                    |
| 29 juni | Cunha / Pedro    | 0 – 2 | Heyer / Heuscher  | 14 – 21            | 21 – 23            |                    |
| 29 juni | Lucena / Keenan  | 2 – 0 | Maaseide / Horrem | 21 – 10            | 21 – 19            |                    |
| 1 juli  | Cunha / Pedro    | –     | Lucena / Keenan   | opgave na blessure | opgave na blessure | opgave na blessure |
| 1 juli  | Heyer / Heuscher | 2 – 0 | Maaseide / Horrem | 21 – 19            | 21 – 17            |                    |

### Groep E
| # | Ploeg             | Punten | Wedstrijden | Wedstrijden | Wedstrijden | Spelpunten | Spelpunten | Spelpunten | Sets | Sets | Sets  |
| # | Ploeg             | Punten | G           | W           | V           | W          | V          | Ratio      | W    | V    | Ratio |
| - | ----------------- | ------ | ----------- | ----------- | ----------- | ---------- | ---------- | ---------- | ---- | ---- | ----- |
| 1 | Ricardo / Emanuel | 6      | 3           | 3           | 0           | 126        | 91         | 1,370      | 6    | 0    | MAX   |
| 2 | Hoyer / Søderberg | 5      | 3           | 2           | 1           | 123        | 129        | 0,953      | 4    | 3    | 1,333 |
| 3 | Wu / Yin          | 4      | 3           | 1           | 2           | 138        | 143        | 0,965      | 3    | 5    | 0,600 |
| 4 | Schnider / Sutter | 3      | 3           | 0           | 3           | 116        | 139        | 0,835      | 1    | 6    | 0,167 |

| Datum   |                   | Score |                   | Set 1   | Set 2   | Set 3   |
| ------- | ----------------- | ----- | ----------------- | ------- | ------- | ------- |
| 26 juni | Ricardo / Emamuel | 2 – 0 | Schnider / Sutter | 21 – 17 | 21 – 19 |         |
| 26 juni | Wu / Yin          | 1 – 2 | Hoyer / Søderberg | 18 – 21 | 21 – 18 | 14 – 16 |
| 28 juni | Ricardo / Emamuel | 2 – 0 | Hoyer / Søderberg | 21 – 16 | 21 – 10 |         |
| 28 juni | Wu / Yin          | 2 – 1 | Schnider / Sutter | 19 – 21 | 21 – 13 | 15 – 12 |
| 30 juni | Ricardo / Emamuel | 2 – 0 | Wu / Yin          | 21 – 16 | 21 – 14 |         |
| 30 juni | Hoyer / Søderberg | 2 – 0 | Schnider / Sutter | 21 – 19 | 21 – 15 |         |

### Groep F
| # | Ploeg               | Punten | Wedstrijden | Wedstrijden | Wedstrijden | Spelpunten | Spelpunten | Spelpunten | Sets | Sets | Sets  |
| # | Ploeg               | Punten | G           | W           | V           | W          | V          | Ratio      | W    | V    | Ratio |
| - | ------------------- | ------ | ----------- | ----------- | ----------- | ---------- | ---------- | ---------- | ---- | ---- | ----- |
| 1 | Klemperer / Koreng  | 6      | 3           | 3           | 0           | 127        | 92         | 1,380      | 6    | 0    | MAX   |
| 2 | Mesa / Lario        | 4      | 3           | 1           | 2           | 121        | 115        | 1,052      | 3    | 4    | 0,750 |
| 3 | Doppler / Mellitzer | 4      | 3           | 1           | 2           | 99         | 115        | 0,861      | 2    | 4    | 0,500 |
| 4 | Biza / Rotrekl      | 4      | 3           | 1           | 2           | 110        | 135        | 0,815      | 2    | 5    | 0,400 |

| Datum   |                    | Score |                     | Set 1   | Set 2   | Set 3   |
| ------- | ------------------ | ----- | ------------------- | ------- | ------- | ------- |
| 27 juni | Klemperer / Koreng | 2 – 0 | Doppler / Mellitzer | 22 – 20 | 21 – 13 |         |
| 27 juni | Biza / Rotrekl     | 2 – 1 | Mesa / Lario        | 21 – 18 | 13 – 21 | 15 – 12 |
| 29 juni | Klemperer / Koreng | 2 – 0 | Mesa / Lario        | 21 – 15 | 21 – 13 |         |
| 29 juni | Biza / Rotrekl     | 0 – 2 | Doppler / Mellitzer | 14 – 21 | 16 – 21 |         |
| 1 juli  | Klemperer / Koreng | 2 – 0 | Biza / Rotrekl      | 21 – 17 | 21 – 14 |         |
| 1 juli  | Mesa / Lario       | 2 – 0 | Doppler / Mellitzer | 21 – 13 | 21 – 11 |         |

### Groep G
| # | Ploeg                | Punten | Wedstrijden | Wedstrijden | Wedstrijden | Spelpunten | Spelpunten | Spelpunten | Sets | Sets | Sets  |
| # | Ploeg                | Punten | G           | W           | V           | W          | V          | Ratio      | W    | V    | Ratio |
| - | -------------------- | ------ | ----------- | ----------- | ----------- | ---------- | ---------- | ---------- | ---- | ---- | ----- |
| 1 | Dollinger / Urbatzka | 6      | 3           | 3           | 0           | 139        | 119        | 1,168      | 6    | 1    | 6,000 |
| 2 | Samoilovs / Sorokins | 5      | 3           | 2           | 1           | 137        | 130        | 1,054      | 4    | 3    | 1,333 |
| 3 | Xu / Li              | 4      | 3           | 1           | 2           | 140        | 150        | 0,933      | 2    | 5    | 0,400 |
| 4 | Cadieux / Reader     | 3      | 3           | 0           | 3           | 159        | 176        | 0,903      | 3    | 6    | 0,500 |

| Datum   |                      | Score |                      | Set 1   | Set 2   | Set 3   |
| ------- | -------------------- | ----- | -------------------- | ------- | ------- | ------- |
| 26 juni | Xu / Li              | 2 – 1 | Cadieux / Reader     | 21 – 23 | 28 – 26 | 15 – 12 |
| 26 juni | Dollinger / Urbatzka | 2 – 0 | Samoilovs / Sorokins | 21 – 17 | 21 – 16 |         |
| 28 juni | Xu / Li              | 0 – 2 | Samoilovs / Sorokins | 24 – 26 | 15 – 21 |         |
| 28 juni | Dollinger / Urbatzka | 2 – 1 | Cadieux / Reader     | 21 – 16 | 19 – 21 | 15 – 12 |
| 30 juni | Xu / Li              | 0 – 2 | Dollinger / Urbatzka | 18 – 21 | 19 – 21 |         |
| 30 juni | Samoilovs / Sorokins | 2 – 1 | Cadieux / Reader     | 21 – 23 | 21 – 14 | 15 – 12 |

### Groep H
| # | Ploeg                  | Punten | Wedstrijden | Wedstrijden | Wedstrijden | Spelpunten | Spelpunten | Spelpunten | Sets | Sets | Sets  |
| # | Ploeg                  | Punten | G           | W           | V           | W          | V          | Ratio      | W    | V    | Ratio |
| - | ---------------------- | ------ | ----------- | ----------- | ----------- | ---------- | ---------- | ---------- | ---- | ---- | ----- |
| 1 | Jennings / Fuerbringer | 5      | 3           | 2           | 1           | 101        | 72         | 1,403      | 4    | 3    | 1,333 |
| 2 | Varnier / Nicolai      | 5      | 3           | 2           | 1           | 154        | 163        | 0,945      | 5    | 4    | 1,250 |
| 3 | Nummerdor / Schuil     | 5      | 3           | 2           | 1           | 94         | 84         | 1,119      | 5    | 2    | 2,500 |
| 4 | Huber / Gartmayer      | 3      | 3           | 0           | 3           | 107        | 137        | 0,781      | 1    | 6    | 0,167 |

| Datum   |                        | Score |                        | Set 1              | Set 2              | Set 3              |
| ------- | ---------------------- | ----- | ---------------------- | ------------------ | ------------------ | ------------------ |
| 27 juni | Nummerdor / Schuil     | 2 – 0 | Huber / Gartmayer      | 21 – 15            | 21 – 19            |                    |
| 27 juni | Jennings / Fuerbringer | 2 – 1 | Varnier / Nicolai      | 23 – 25            | 21 – 16            | 15 – 10            |
| 29 juni | Nummerdor / Schuil     | 1 – 2 | Varnier / Nicolai      | 19 – 21            | 21 – 14            | 12 – 15            |
| 29 juni | Jennings / Fuerbringer | 2 – 0 | Huber / Gartmayer      | 21 – 9             | 21 – 12            |                    |
| 1 juli  | Nummerdor / Schuil     | –     | Jennings / Fuerbringer | opgave na blessure | opgave na blessure | opgave na blessure |
| 1 juli  | Varnier / Nicolai      | 2 – 1 | Huber / Gartmayer      | 21 – 17            | 16 – 21            | 16 – 14            |

### Groep I
| # | Ploeg                | Punten | Wedstrijden | Wedstrijden | Wedstrijden | Spelpunten | Spelpunten | Spelpunten | Sets | Sets | Sets  |
| # | Ploeg                | Punten | G           | W           | V           | W          | V          | Ratio      | W    | V    | Ratio |
| - | -------------------- | ------ | ----------- | ----------- | ----------- | ---------- | ---------- | ---------- | ---- | ---- | ----- |
| 1 | Kais / Vesik         | 5      | 3           | 2           | 1           | 132        | 116        | 1,138      | 4    | 3    | 1,333 |
| 2 | Kolodinski / Barsoek | 5      | 3           | 2           | 1           | 143        | 136        | 1,051      | 5    | 3    | 1,667 |
| 3 | Dugrip / Salvetti    | 4      | 3           | 1           | 2           | 123        | 147        | 0,837      | 3    | 5    | 0,600 |
| 4 | Geor / Gia           | 4      | 3           | 1           | 2           | 127        | 126        | 1,008      | 3    | 4    | 0,750 |

| Datum   |                      | Score |                   | Set 1   | Set 2   | Set 3   |
| ------- | -------------------- | ----- | ----------------- | ------- | ------- | ------- |
| 26 juni | Kolodinski / Barsoek | 2 – 1 | Dugrip / Salvetti | 20 – 22 | 21 – 16 | 15 – 8  |
| 26 juni | Kais / Vesik         | 0 – 2 | Geor / Gia        | 19 – 21 | 17 – 21 |         |
| 28 juni | Kolodinski / Barsoek | 2 – 0 | Geor / Gia        | 21 – 18 | 21 – 18 |         |
| 28 juni | Kais / Vesik         | 2 – 0 | Dugrip / Salvetti | 21 – 11 | 21 – 18 |         |
| 30 juni | Kolodinski / Barsoek | 1 – 2 | Kais / Vesik      | 21 – 18 | 12 – 21 | 12 – 15 |
| 30 juni | Geor / Gia           | 1 – 2 | Dugrip / Salvetti | 21 – 12 | 17 – 21 | 11 – 15 |

### Groep J
| # | Ploeg                      | Punten | Wedstrijden | Wedstrijden | Wedstrijden | Spelpunten | Spelpunten | Spelpunten | Sets | Sets | Sets  |
| # | Ploeg                      | Punten | G           | W           | V           | W          | V          | Ratio      | W    | V    | Ratio |
| - | -------------------------- | ------ | ----------- | ----------- | ----------- | ---------- | ---------- | ---------- | ---- | ---- | ----- |
| 1 | Herrera / Gavira           | 6      | 3           | 3           | 0           | 136        | 117        | 1,162      | 6    | 1    | 6,000 |
| 2 | Márcio Araújo / Fábio Luiz | 5      | 3           | 2           | 1           | 132        | 115        | 1,148      | 5    | 2    | 2,500 |
| 3 | Koelinitsj / Djatsjenko    | 4      | 3           | 1           | 2           | 123        | 144        | 0,854      | 2    | 5    | 0,400 |
| 4 | Gabathuler / Wenger        | 3      | 3           | 0           | 3           | 127        | 142        | 0,894      | 1    | 6    | 0,167 |

| Datum   |                            | Score |                        | Set 1   | Set 2   | Set 3   |
| ------- | -------------------------- | ----- | ---------------------- | ------- | ------- | ------- |
| 27 juni | Márcio Araújo / Fábio Luiz | 2 – 0 | Kulinitsj / Djatsjenko | 21 – 14 | 21 – 16 |         |
| 27 juni | Herrera / Gavira           | 2 – 0 | Gabathuler / Wenger    | 21 – 17 | 21 – 17 |         |
| 29 juni | Márcio Araújo / Fábio Luiz | 2 – 0 | Gabathuler / Wenger    | 21 – 17 | 21 – 16 |         |
| 29 juni | Herrera / Gavira           | 2 – 0 | Kulinitsj / Djatsjenko | 21 – 17 | 21 – 18 |         |
| 1 juli  | Márcio Araújo / Fábio Luiz | 1 – 2 | Herrera / Gavira       | 18 – 21 | 21 – 16 | 9 – 15  |
| 1 juli  | Gabathuler / Wenger        | 1 – 2 | Kulinitsj / Djatsjenko | 21 – 15 | 26 – 28 | 13 – 15 |

### Groep K
| # | Ploeg                | Punten | Wedstrijden | Wedstrijden | Wedstrijden | Spelpunten | Spelpunten | Spelpunten | Sets | Sets | Sets  |
| # | Ploeg                | Punten | G           | W           | V           | W          | V          | Ratio      | W    | V    | Ratio |
| - | -------------------- | ------ | ----------- | ----------- | ----------- | ---------- | ---------- | ---------- | ---- | ---- | ----- |
| 1 | Cès / Cès            | 5      | 3           | 2           | 1           | 99         | 88         | 1,125      | 5    | 2    | 2,500 |
| 2 | Kjemperud / Høidalen | 5      | 3           | 2           | 1           | 86         | 70         | 1,229      | 4    | 2    | 2,000 |
| 3 | Mussa / Jackson      | 4      | 3           | 1           | 2           | 111        | 116        | 0,957      | 2    | 4    | 0,500 |
| 4 | Pļaviņš / Iecelnieks | 4      | 3           | 1           | 2           | 119        | 141        | 0,844      | 2    | 5    | 0,400 |

| Datum   |                      | Score |                      | Set 1              | Set 2              | Set 3              |
| ------- | -------------------- | ----- | -------------------- | ------------------ | ------------------ | ------------------ |
| 26 juni | Cès / Cès            | 1 – 2 | Pļaviņš / Iecelnieks | 21 – 17            | 21 – 23            | 15 – 17            |
| 26 juni | Kjemperud / Høidalen | 2 – 0 | Mussa / Jackson      | 23 – 21            | 21 – 17            |                    |
| 28 juni | Cès / Cès            | 2 – 0 | Mussa / Jackson      | 21 – 19            | 21 – 12            |                    |
| 28 juni | Kjemperud / Høidalen | 2 – 0 | Pļaviņš / Iecelnieks | 21 – 14            | 21 – 18            |                    |
| 30 juni | Cès / Cès            | –     | Kjemperud / Høidalen | opgave na blessure | opgave na blessure | opgave na blessure |
| 30 juni | Mussa / Jackson      | 2 – 0 | Pļaviņš / Iecelnieks | 21 – 15            | 21 – 15            |                    |

### Groep L
| # | Ploeg                | Punten | Wedstrijden | Wedstrijden | Wedstrijden | Spelpunten | Spelpunten | Spelpunten | Sets | Sets | Sets  |
| # | Ploeg                | Punten | G           | W           | V           | W          | V          | Ratio      | W    | V    | Ratio |
| - | -------------------- | ------ | ----------- | ----------- | ----------- | ---------- | ---------- | ---------- | ---- | ---- | ----- |
| 1 | Van Huizen / Redmann | 6      | 3           | 3           | 0           | 140        | 116        | 1,207      | 6    | 1    | 6,000 |
| 2 | Bruno / Maciel       | 5      | 3           | 2           | 1           | 135        | 116        | 1,164      | 5    | 2    | 2,500 |
| 3 | Skarlund / Spinnangr | 4      | 3           | 1           | 2           | 102        | 120        | 0,850      | 2    | 4    | 0,500 |
| 4 | Huiskamp / Ronnes    | 3      | 3           | 0           | 3           | 101        | 126        | 0,802      | 0    | 6    | 0,000 |

| Datum   |                      | Score |                      | Set 1   | Set 2   | Set 3   |
| ------- | -------------------- | ----- | -------------------- | ------- | ------- | ------- |
| 27 juni | Bruno / Maciel       | 1 – 2 | Van Huizen / Redmann | 15 – 21 | 21 – 18 | 15 – 17 |
| 27 juni | Skarlund / Spinnangr | 2 – 0 | Huiskamp / Ronnes    | 21 – 18 | 21 – 18 |         |
| 29 juni | Bruno / Maciel       | 2 – 0 | Huiskamp / Ronnes    | 21 – 16 | 21 – 17 |         |
| 29 juni | Skarlund / Spinnangr | 0 – 2 | Van Huizen / Redmann | 15 – 21 | 18 – 21 |         |
| 1 juli  | Bruno / Maciel       | 2 – 0 | Skarlund / Spinnangr | 21 – 12 | 21 – 15 |         |
| 1 juli  | Huiskamp / Ronnes    | 0 – 2 | Van Huizen / Redmann | 16 – 21 | 16 – 21 |         |

## Knockoutfase
| Zestiende finale | Zestiende finale           | Zestiende finale | Zestiende finale | Zestiende finale |  |    | Achtste finale         | Achtste finale             | Achtste finale | Achtste finale | Achtste finale |  |  | Kwartfinale | Kwartfinale                | Kwartfinale | Kwartfinale | Kwartfinale |  |  | Halve finale | Halve finale        | Halve finale | Halve finale | Halve finale |  |              | Finale              | Finale             | Finale       | Finale       | Finale |
|                  |                            |                  |                  |                  |  |    |                        |                            |                |                |                |  |  |             |                            |             |             |             |  |  |              |                     |              |              |              |  |              |                     |                    |              |              |        |
| 1                | Harley / Alison            | 21               | 21               |                  |  |    |                        |                            |                |                |                |  |  |             |                            |             |             |             |  |  |              |                     |              |              |              |  |              |                     |                    |              |              |        |
| 43               | Doppler / Melitzer         | 18               | 14               |                  |  |    | 1                      | Harley / Alison            | 21             | 21             |                |  |  |             |                            |             |             |             |  |  |              |                     |              |              |              |  |              |                     |                    |              |              |        |
| 14               | Kjemperud / Høidalen       | 19               | 21               | 11               |  | 24 | Gosch / Horst          | 17                         | 12             |                |                |  |  |             |                            |             |             |             |  |  |              |                     |              |              |              |  |              |                     |                    |              |              |        |
| 24               | Gosch / Horst              | 21               | 16               | 15               |  |    |                        |                            |                |                |                |  |  | 1           | Harley / Alison            | 21          | 35          | 17          |  |  |              |                     |              |              |              |  |              |                     |                    |              |              |        |
| 37               | Van Huizen / Redmann       | 21               | 21               |                  |  |    |                        |                            |                |                |                |  |  | 17          | Jennings / Fuerbringer     | 14          | 37          | 15          |  |  |              |                     |              |              |              |  |              |                     |                    |              |              |        |
| 32               | Varnier / Nicolai          | 17               | 19               |                  |  |    | 37                     | Van Huizen / Redmann       | 10             | 13             |                |  |  |             |                            |             |             |             |  |  |              |                     |              |              |              |  |              |                     |                    |              |              |        |
| 17               | Jennings / Fuerbringer     | 21               | 21               |                  |  | 17 | Jennings / Fuerbringer | 21                         | 21             |                |                |  |  |             |                            |             |             |             |  |  |              |                     |              |              |              |  |              |                     |                    |              |              |        |
| 20               | Wu / Yin                   | 12               | 18               |                  |  |    |                        |                            |                |                |                |  |  |             |                            |             |             |             |  |  | 1            | Harley / Alison     | 21           | 21           |              |  |              |                     |                    |              |              |        |
| 6                | Klemperer / Koreng         | 21               | 21               |                  |  |    |                        |                            |                |                |                |  |  |             |                            |             |             |             |  |  | 6            | Klemperer / Koreng  | 18           | 14           |              |  |              |                     |                    |              |              |        |
| 40               | Dugrip / Salvetti          | 18               | 12               |                  |  |    | 6                      | Klemperer / Koreng         | 21             | 21             |                |  |  |             |                            |             |             |             |  |  |              |                     |              |              |              |  |              |                     |                    |              |              |        |
| 16               | Kais / Vesik               | 21               | 21               |                  |  | 16 | Kais / Vesik           | 12                         | 18             |                |                |  |  |             |                            |             |             |             |  |  |              |                     |              |              |              |  |              |                     |                    |              |              |        |
| 29               | Hoyer / Søderberg          | 18               | 18               |                  |  |    |                        |                            |                |                |                |  |  | 6           | Klemperer / Koreng         | 15          | 21          | 17          |  |  |              |                     |              |              |              |  |              |                     |                    |              |              |        |
| 10               | Márcio Araújo / Fabio Luiz | 21               | 21               |                  |  |    |                        |                            |                |                |                |  |  | 10          | Márcio Araújo / Fabio Luiz | 21          | 18          | 15          |  |  |              |                     |              |              |              |  |              |                     |                    |              |              |        |
| 9                | Kolodinski / Barsoek       | 16               | 14               |                  |  |    | 10                     | Márcio Araújo / Fabio Luiz | 21             | 24             |                |  |  |             |                            |             |             |             |  |  |              |                     |              |              |              |  |              |                     |                    |              |              |        |
| 13               | Skarlund / Spinnangr       | 19               | 14               |                  |  | 28 | Heyer / Heuscher       | 18                         | 22             |                |                |  |  |             |                            |             |             |             |  |  |              |                     |              |              |              |  |              |                     |                    |              |              |        |
| 28               | Heyer / Heuscher           | 21               | 21               |                  |  |    |                        |                            |                |                |                |  |  |             |                            |             |             |             |  |  |              |                     |              |              |              |  |              | 1                   | Harley / Alison    | 16           | 19           |        |
| 3                | Brink / Reckermann         |                  |                  |                  |  |    |                        |                            |                |                |                |  |  |             |                            |             |             |             |  |  |              |                     |              |              |              |  |              | 3                   | Brink / Reckermann | 21           | 21           |        |
| 4                | Cunha / Pedro              |                  |                  |                  |  |    | 3                      | Brink / Reckermann         | 21             | 21             |                |  |  |             |                            |             |             |             |  |  |              |                     |              |              |              |  |              |                     |                    |              |              |        |
| 21               | Lucena / Keenan            | 16               | 14               |                  |  | 23 | Gibb / Rosentahl       | 18                         | 16             |                |                |  |  |             |                            |             |             |             |  |  |              |                     |              |              |              |  |              |                     |                    |              |              |        |
| 23               | Gibb / Rosentahl           | 21               | 21               |                  |  |    |                        |                            |                |                |                |  |  | 3           | Brink / Reckermann         | 14          | 21          | 15          |  |  |              |                     |              |              |              |  |              |                     |                    |              |              |        |
| 11               | Cès / Cès                  | 25               | 21               |                  |  |    |                        |                            |                |                |                |  |  | 5           | Ricardo / Emanuel          | 21          | 15          | 13          |  |  |              |                     |              |              |              |  |              |                     |                    |              |              |        |
| 30               | Mesa / Lario               | 23               | 18               |                  |  |    | 11                     | Cès / Cès                  | 24             | 13             |                |  |  |             |                            |             |             |             |  |  |              |                     |              |              |              |  |              |                     |                    |              |              |        |
| 5                | Ricardo / Emanuel          | 21               | 21               |                  |  | 5  | Ricardo / Emanuel      | 26                         | 21             |                |                |  |  |             |                            |             |             |             |  |  |              |                     |              |              |              |  |              |                     |                    |              |              |        |
| 8                | Nummerdor / Schuil         | 18               | 15               |                  |  |    |                        |                            |                |                |                |  |  |             |                            |             |             |             |  |  | 3            | Brink / Reckermann  | 21           | 16           | 15           |  |              |                     |                    |              |              |        |
| 18               | Dollinger / Urbatzka       | 17               | 21               |                  |  |    |                        |                            |                |                |                |  |  |             |                            |             |             |             |  |  | 2            | Rogers / Dalhausser | 17           | 21           | 10           |  |              |                     |                    |              |              |        |
| 26               | Lochhead / Pitman          | 21               | 23               |                  |  |    | 26                     | Lochhead / Pitman          | 11             | 12             |                |  |  |             |                            |             |             |             |  |  |              |                     |              |              |              |  |              |                     |                    |              |              |        |
| 15               | Herrera / Gavira           |                  |                  |                  |  | 15 | Herrera / Gavira       | 21                         | 21             |                |                |  |  |             |                            |             |             |             |  |  |              |                     |              |              |              |  |              |                     |                    |              |              |        |
| 27               | Boersma / Paulides         |                  |                  |                  |  |    |                        |                            |                |                |                |  |  | 15          | Herrera / Gavira           | 23          | 12          |             |  |  |              |                     |              |              |              |  | Troostfinale | Troostfinale        | Troostfinale       | Troostfinale | Troostfinale |        |
| 12               | Bruno / Maciel             | 15               | 16               |                  |  |    |                        |                            |                |                |                |  |  | 2           | Rogers / Dalhausser        | 25          | 21          |             |  |  |              |                     |              |              |              |  |              |                     |                    |              |              |        |
| 31               | Samoilovs / Sorokins       | 21               | 21               |                  |  |    | 31                     | Samoilovs / Sorokins       | 11             | 11             |                |  |  |             |                            |             |             |             |  |  |              |                     |              |              |              |  | 6            | Klemperer / Koreng  | 11                 | 16           |              |        |
| 35               | Mussa / Jackson            | 9                | 17               |                  |  | 2  | Rogers / Dalhausser    | 21                         | 21             |                |                |  |  |             |                            |             |             |             |  |  |              |                     |              |              |              |  | 2            | Rogers / Dalhausser | 21                 | 21           |              |        |
| 2                | Rogers / Dalhausser        | 21               | 21               |                  |  |    |                        |                            |                |                |                |  |  |             |                            |             |             |             |  |  |              |                     |              |              |              |  |              |                     |                    |              |              |        |

1997 ·
1999 ·
2001 ·
2003 ·
2005 ·
2007 ·
2009 ·
2011 ·
2013 ·
2015 ·
2017 ·
2019 ·
2022 ·
2023